# Josip Stanišić
Josip Stanišić (Monaco di Baviera, 2 aprile 2000) è un calciatore tedesco naturalizzato croato, difensore del Bayern Monaco e della nazionale croata.

## Caratteristiche tecniche
È un terzino destro, che può essere impiegato su entrambe le fasce o come braccetto di difesa. È dotato di buona lettura difensiva ma anche molto capace in fase di spinta, grazie ad un discreto livello di velocità in allungo. Ha dimostrato di avere, inoltre, spiccate doti nel gioco aereo, in particolare, sulle palle inattive ma anche negli inserimenti, in velocità, in area di rigore per la ricezione dei cross.

## Carriera

### Club
Cresciuto nel settore giovanile del Bayern Monaco, debutta in prima squadra il 10 aprile 2021 in occasione dell'incontro di Bundesliga pareggiato 1-1 contro l'Union Berlino. Nella stagione successiva, sempre nel Bayern Monaco, colleziona 17 presenze complessive, in tutte le competizioni, mettendo a referto anche un gol, il primo in Bundesliga. Durante l'annata 2022-23, sempre nelle file della squadra bavarese, colleziona 23 presenze tra campionato e coppe senza, però, segnare alcun gol.
Il 20 agosto 2023 viene ceduto in prestito al Bayer Leverkusen. Segna altri 2 gol, di cui uno proprio contro il Bayern, in 17 presenze in campionato, dando un notevole contributo per la conquista, da parte delle aspirine, del loro primo titolo in Bundesliga. Il 9 maggio, segna il gol del pareggio, nella semifinale di ritorno di Europa League, contro la Roma, terminata 2-2. Gol, il suo, che ha permesso al Bayer Leverkusen di estendere a 49 partite la sua personale striscia di imbattibilità. Il 13 maggio segna ancora in Bundesliga, in trasferta contro il Bochum.

### Nazionale
Dopo avere giocato con l'Under-19 della Germania, successivamente decide di rappresentare la Croazia, venendo convocato per la prima volta dalla nazionale maggiore croata il 20 settembre 2021.
L'8 ottobre seguente fa il suo debutto con i Vatreni disputando da titolare il successo in esterna contro Cipro (0-3).
Il 9 novembre del 2022, viene inserito dal CT Zlatko Dalić nella lista dei convocati per i Mondiali di calcio in Qatar.

## Statistiche

### Presenze e reti nei club
Statistiche aggiornate al 22 maggio 2024.
| Stagione                | Squadra                 | Campionato              | Campionato | Campionato | Coppe nazionali | Coppe nazionali | Coppe nazionali | Coppe continentali | Coppe continentali | Coppe continentali | Altre coppe | Altre coppe | Altre coppe | Totale | Totale |
| Stagione                | Squadra                 | Comp                    | Pres       | Reti       | Comp            | Pres            | Reti            | Comp               | Pres               | Reti               | Comp        | Pres        | Reti        | Pres   | Reti   |
| ----------------------- | ----------------------- | ----------------------- | ---------- | ---------- | --------------- | --------------- | --------------- | ------------------ | ------------------ | ------------------ | ----------- | ----------- | ----------- | ------ | ------ |
| 2019-2020               | Bayern Monaco II        | 3L                      | 18         | 1          | -               | -               | -               | -                  | -                  | -                  | -           | -           | -           | 18     | 1      |
| 2020-2021               | Bayern Monaco II        | 3L                      | 24         | 0          | -               | -               | -               | -                  | -                  | -                  | -           | -           | -           | 24     | 0      |
| Totale Bayern Monaco II | Totale Bayern Monaco II | Totale Bayern Monaco II | 42         | 1          |                 | 0               | 0               |                    | 0                  | 0                  |             | 0           | 0           | 42     | 1      |
| 2020-2021               | Bayern Monaco           | BL                      | 1          | 0          | CG              | 0               | 0               | UCL                | 0                  | 0                  | -           | -           | -           | 1      | 0      |
| 2021-2022               | Bayern Monaco           | BL                      | 13         | 1          | CG              | 1               | 0               | UCL                | 2                  | 0                  | SG          | 1           | 0           | 17     | 1      |
| 2022-2023               | Bayern Monaco           | BL                      | 14         | 0          | CG              | 1               | 0               | UCL                | 8                  | 0                  | SG          | 0           | 0           | 23     | 0      |
| 2023-2024               | Bayer Leverkusen        | BL                      | 20         | 3          | CG              | 4               | 0               | UEL                | 14                 | 1                  | -           | -           | -           | 36     | 4      |
| 2024-2025               | Bayern Monaco           | BL                      | 3          | 0          | CG              | 1               | 0               | UCL                | 1                  | 0                  | Cmc         | -           | -           | 5      | 0      |
| Totale Bayern Monaco    | Totale Bayern Monaco    | Totale Bayern Monaco    | 31         | 1          |                 | 3               | 0               |                    | 11                 | 0                  |             | 1           | 0           | 42     | 1      |
| Totale carriera         | Totale carriera         | Totale carriera         | 90         | 5          |                 | 6               | 0               |                    | 23                 | 1                  |             | 1           | 0           | 120    | 6      |

### Cronologia presenze e reti in nazionale
| Cronologia completa delle presenze e delle reti in nazionale ― Croazia | Cronologia completa delle presenze e delle reti in nazionale ― Croazia | Cronologia completa delle presenze e delle reti in nazionale ― Croazia | Cronologia completa delle presenze e delle reti in nazionale ― Croazia | Cronologia completa delle presenze e delle reti in nazionale ― Croazia | Cronologia completa delle presenze e delle reti in nazionale ― Croazia | Cronologia completa delle presenze e delle reti in nazionale ― Croazia | Cronologia completa delle presenze e delle reti in nazionale ― Croazia |
| Data                                                                   | Città                                                                  | In casa                                                                | Risultato                                                              | Ospiti                                                                 | Competizione                                                           | Reti                                                                   | Note                                                                   |
| ---------------------------------------------------------------------- | ---------------------------------------------------------------------- | ---------------------------------------------------------------------- | ---------------------------------------------------------------------- | ---------------------------------------------------------------------- | ---------------------------------------------------------------------- | ---------------------------------------------------------------------- | ---------------------------------------------------------------------- |
| 8-10-2021                                                              | Larnaca                                                                | Cipro                                                                  | 0 – 3                                                                  | Croazia                                                                | Qual. Mondiali 2022                                                    | -                                                                      | 61’                                                                    |
| 11-10-2021                                                             | Osijek                                                                 | Croazia                                                                | 2 – 2                                                                  | Slovacchia                                                             | Qual. Mondiali 2022                                                    | -                                                                      | 67’                                                                    |
| 14-11-2021                                                             | Spalato                                                                | Croazia                                                                | 1 – 0                                                                  | Russia                                                                 | Qual. Mondiali 2022                                                    | -                                                                      | 86’                                                                    |
| 10-6-2022                                                              | Copenaghen                                                             | Danimarca                                                              | 0 – 1                                                                  | Croazia                                                                | UEFA Nations League 2022-2023 - 1º turno                               | -                                                                      | 46’ 75’                                                                |
| 13-6-2022                                                              | Saint-Denis                                                            | Francia                                                                | 0 – 1                                                                  | Croazia                                                                | UEFA Nations League 2022-2023 - 1º turno                               | -                                                                      |                                                                        |
| 25-9-2022                                                              | Vienna                                                                 | Austria                                                                | 1 – 3                                                                  | Croazia                                                                | UEFA Nations League 2022-2023 - 1º turno                               | -                                                                      |                                                                        |
| 16-11-2022                                                             | Riad                                                                   | Arabia Saudita                                                         | 0 – 1                                                                  | Croazia                                                                | Amichevole                                                             | -                                                                      |                                                                        |
| 17-12-2022                                                             | Al Rayyan                                                              | Croazia                                                                | 2 – 1                                                                  | Marocco                                                                | Mondiali 2022 - Finale 3º posto                                        | -                                                                      |                                                                        |
| 28-3-2023                                                              | Bursa                                                                  | Turchia                                                                | 0 – 2                                                                  | Croazia                                                                | Qual. Euro 2024                                                        | -                                                                      |                                                                        |
| 14-6-2023                                                              | Rotterdam                                                              | Paesi Bassi                                                            | 2 – 4 dts                                                              | Croazia                                                                | UEFA Nations League 2022-2023 - Semifinale                             | -                                                                      | 79’                                                                    |
| 18-6-2023                                                              | Rotterdam                                                              | Croazia                                                                | 0 – 0 dts (4 – 5 dtr)                                                  | Spagna                                                                 | UEFA Nations League 2022-2023 - Finale                                 | -                                                                      | 112’                                                                   |
| 11-9-2023                                                              | Erevan                                                                 | Armenia                                                                | 0 – 1                                                                  | Croazia                                                                | Qual. Euro 2024                                                        | -                                                                      | 29’                                                                    |
| 12-10-2023                                                             | Osijek                                                                 | Croazia                                                                | 0 – 1                                                                  | Turchia                                                                | Qual. Euro 2024                                                        | -                                                                      |                                                                        |
| 15-10-2023                                                             | Cardiff                                                                | Galles                                                                 | 2 – 1                                                                  | Croazia                                                                | Qual. Euro 2024                                                        | -                                                                      | 46’                                                                    |
| 18-11-2023                                                             | Riga                                                                   | Lettonia                                                               | 0 – 2                                                                  | Croazia                                                                | Qual. Euro 2024                                                        | -                                                                      |                                                                        |
| 21-11-2023                                                             | Zagabria                                                               | Croazia                                                                | 1 – 0                                                                  | Armenia                                                                | Qual. Euro 2024                                                        | -                                                                      | 50’                                                                    |
| 26-3-2024                                                              | Il Cairo                                                               | Egitto                                                                 | 2 – 4                                                                  | Croazia                                                                | Amichevole                                                             | -                                                                      |                                                                        |
| 8-6-2024                                                               | Oeiras                                                                 | Portogallo                                                             | 1 – 2                                                                  | Croazia                                                                | Amichevole                                                             | -                                                                      |                                                                        |
| 15-6-2024                                                              | Berlino                                                                | Spagna                                                                 | 3 – 0                                                                  | Croazia                                                                | Euro 2024 - 1º turno                                                   | -                                                                      |                                                                        |
| 24-6-2024                                                              | Lipsia                                                                 | Croazia                                                                | 1 – 1                                                                  | Italia                                                                 | Euro 2024 - 1º turno                                                   | -                                                                      | 82’                                                                    |
| 20-3-2025                                                              | Spalato                                                                | Croazia                                                                | 2 – 0                                                                  | Francia                                                                | UEFA Nations League 2024-2025 - Quarti di finale                       | -                                                                      |                                                                        |
| 23-3-2025                                                              | Saint-Denis                                                            | Francia                                                                | 2 – 0 dts (5 – 4 dtr)                                                  | Croazia                                                                | UEFA Nations League 2024-2025 - Quarti di finale                       | -                                                                      | 35’                                                                    |
| 6-6-2025                                                               | Faro                                                                   | Gibilterra                                                             | 0 – 7                                                                  | Croazia                                                                | Qual. Mondiali 2026                                                    | -                                                                      | 65’                                                                    |
| 9-6-2025                                                               | Osijek                                                                 | Croazia                                                                | 5 – 1                                                                  | Rep. Ceca                                                              | Qual. Mondiali 2026                                                    | -                                                                      |                                                                        |
| Totale                                                                 |                                                                        | Presenze                                                               | 24                                                                     |                                                                        | Reti                                                                   | 0                                                                      |                                                                        |

| Cronologia completa delle presenze e delle reti in nazionale ― Croazia under 21 | Cronologia completa delle presenze e delle reti in nazionale ― Croazia under 21 | Cronologia completa delle presenze e delle reti in nazionale ― Croazia under 21 | Cronologia completa delle presenze e delle reti in nazionale ― Croazia under 21 | Cronologia completa delle presenze e delle reti in nazionale ― Croazia under 21 | Cronologia completa delle presenze e delle reti in nazionale ― Croazia under 21 | Cronologia completa delle presenze e delle reti in nazionale ― Croazia under 21 | Cronologia completa delle presenze e delle reti in nazionale ― Croazia under 21 |
| Data                                                                            | Città                                                                           | In casa                                                                         | Risultato                                                                       | Ospiti                                                                          | Competizione                                                                    | Reti                                                                            | Note                                                                            |
| ------------------------------------------------------------------------------- | ------------------------------------------------------------------------------- | ------------------------------------------------------------------------------- | ------------------------------------------------------------------------------- | ------------------------------------------------------------------------------- | ------------------------------------------------------------------------------- | ------------------------------------------------------------------------------- | ------------------------------------------------------------------------------- |
| 25-3-2022                                                                       | Varaždin                                                                        | Croazia under 21                                                                | 0 – 0                                                                           | Austria under 21                                                                | Qual. Europeo Under-21 2023                                                     | -                                                                               |                                                                                 |
| 29-3-2022                                                                       | Varaždin                                                                        | Croazia under 21                                                                | 2 – 3                                                                           | Finlandia under 21                                                              | Qual. Europeo Under-21 2023                                                     | -                                                                               | 46’                                                                             |
| 3-6-2022                                                                        | Drammen                                                                         | Norvegia under 21                                                               | 3 – 2                                                                           | Croazia under 21                                                                | Qual. Europeo Under-21 2023                                                     | -                                                                               | 46’                                                                             |
| Totale                                                                          |                                                                                 | Presenze                                                                        | 3                                                                               |                                                                                 | Reti                                                                            | 0                                                                               |                                                                                 |

## Palmarès

### Club

#### Competizioni nazionali
- 3. Liga: 1

Bayern Monaco II: 2019-2020
- Campionato tedesco: 5

Bayern Monaco: 2020-2021, 2021-2022, 2022-2023, 2024-2025
Bayer Leverkusen: 2023-2024
- Supercoppa di Germania: 3

Bayern Monaco: 2021, 2022,2025
- Coppa di Germania: 1

Bayer Leverkusen: 2023-2024